# La Force (Dordogne)
Pour les articles homonymes, voir La Force.
La Force est une commune française située dans le département de la Dordogne, en région Nouvelle-Aquitaine. De 1790 à 2015, la commune était le chef-lieu du canton de la Force.

## Géographie

### Généralités
Dans le quart sud-ouest du département de la Dordogne, en Bergeracois, la commune de La Force fait partie de l'unité urbaine de Bergerac et de son aire d'attraction. Elle est bordée au sud par la Dordogne et arrosée par son affluent l'Eyraud.
À l'intersection des routes départementales (RD) 4, 16 et 34, la ville de La Force se situe, en distances orthodromiques, huit kilomètres  à l'ouest du centre-ville de Bergerac et treize kilomètres à l'est-nord-est de Sainte-Foy-la-Grande.
Le territoire communal est également desservi par les RD 4E2, 15 et 32.

### Communes limitrophes
La Force est limitrophe de quatre autres communes.
|                       | Saint-Georges-Blancaneix |             |
| Saint-Pierre-d'Eyraud | La Force                 | Prigonrieux |
|                       | Lamonzie-Saint-Martin    |             |

### Géologie et relief

#### Géologie
Situé sur la plaque nord du Bassin aquitain et bordé à son extrémité nord-est par une frange du Massif central, le département de la Dordogne présente une grande diversité géologique. Les terrains sont disposés en profondeur en strates régulières, témoins d'une sédimentation sur cette ancienne plate-forme marine. Le département peut ainsi être découpé sur le plan géologique en quatre gradins différenciés selon leur âge géologique. La Force est située dans le quatrième gradin à partir du nord-est, un plateau formé de dépôts siliceux-gréseux et de calcaires lacustres de l'ère tertiaire.
Les couches affleurantes sur le territoire communal sont constituées de formations superficielles du Quaternaire et de roches sédimentaires datant du Cénozoïque. La formation la plus ancienne, notée e6-7, se compose d'argiles à Palaeotherium, des argiles carbonatées silteuses versicolores à niveaux sableux (Bartonien supérieur à Priabonien inférieur continental). La formation la plus récente, notée CFp, fait partie des formations superficielles de type colluvions indifférenciées de versant, de vallon et plateaux issues d'alluvions, molasses, altérites. Le descriptif de ces couches est détaillé dans  les feuilles « no 805 - Sainte-Foy-la-Grande » et « no 806 - Bergerac » de la carte géologique au 1/50 000 de la France métropolitaine, et leurs notices associées,.

Carte géologique de La Force.

#### Relief et paysages
Le département de la Dordogne se présente comme un vaste plateau incliné du nord-est (491 m, à la forêt de Vieillecour dans le Nontronnais, à Saint-Pierre-de-Frugie) au sud-ouest (2 m à Lamothe-Montravel). L'altitude du territoire communal varie quant à elle entre 12 m et 116 m,.
Dans le cadre de la Convention européenne du paysage entrée en vigueur en France le 1er juillet 2006, renforcée par la loi du 8 août 2016 pour la reconquête de la biodiversité, de la nature et des paysages, un atlas des paysages de la Dordogne a été élaboré sous maîtrise d’ouvrage de l’État et publié en octobre 2020. Les paysages du département s'organisent en huit unités paysagères et 14 sous-unités. La commune est dans le Bergeracois, une région naturelle présentant un relief contrasté, avec les deux grandes vallées de la Dordogne et du Dropt séparées par un plateau plus ou moins vallonné, dont la pente générale s’incline doucement d’est en ouest. Ce territoire offre des paysages ouverts qui tranchent avec les paysages périgourdins. Il est composé de vignes, vergers et cultures,.
La superficie cadastrale de la commune publiée par l'Insee, qui sert de référence dans toutes les statistiques, est de 15,60 km2,,. La superficie géographique, issue de la BD Topo, composante du Référentiel à grande échelle produit par l'IGN, est quant à elle de 15,61 km2.

### Hydrographie

#### Réseau hydrographique

Réseaux hydrographique et routier de la Force.

La commune est située dans le bassin de la Dordogne au sein du Bassin Adour-Garonne. Elle est drainée par la Dordogne, l'Eyraud, le Barailler, le Leylavet, le ruisseau de Lagardie, le ruisseau de Tulen, le ruisseau du Landet et par divers petits cours d'eau, qui constituent un réseau hydrographique de 24 km de longueur totale,.
La Dordogne, d'une longueur totale de 483,1 km, prend naissance sur les flancs du puy de Sancy (1 885 m), dans la chaîne des monts Dore, traverse six départements dont la Dordogne dans sa partie sud, et conflue avec la Garonne à Bayon-sur-Gironde, pour former l'estuaire de la Gironde,. Elle borde la commune au sud sur près de deux kilomètres et demi, face à Lamonzie-Saint-Martin.
L'Eyraud, d'une longueur totale de 21,02 km, prend sa source dans la commune d'Eyraud-Crempse-Maurens et se jette en rive droite de la Dordogne à Saint-Pierre-d'Eyraud, face à Gardonne,. Il traverse le territoire communal du nord-est au sud-ouest sur plus de cinq kilomètres dont 700 mètres en limite avec Prigonrieux.
Au nord-est, le ruisseau de Lagardie, affluent de rive droite de l'Eyraud, borde la commune sur deux kilomètres, face à Saint-Georges-Blancaneix.
Autre affluent de rive droite de l'Eyraud, le ruisseau de Tulen prend sa source dans le nord du territoire communal et s'écoule vers le sud sur plus de trois kilomètres.
Le Barailler est un défluent de l'Eyraud et un affluent de la Dordogne. Il nait sur la commune au nord-est de Chadeau et l'arrose sur près d'un kilomètre et demi.
Son affluent de rive gauche le Leylavet prend sa source dans le sud-ouest de la commune qu'il arrose sur 250 mètres.
Affluent de rive droite du Barailler, le ruisseau du Landet sert de limite naturelle au nord-ouest sur deux kilomètres entre La Force et Saint-Pierre-d'Eyraud.

#### Gestion et qualité des eaux
Le territoire communal est couvert par le schéma d'aménagement et de gestion des eaux (SAGE) « Dordogne Atlantique ». Ce document de planification, dont le territoire correspond au sous‐bassin le plus aval du bassin versant de la Dordogne (aval de la confluence Dordogne - Vézère)., d'une superficie de 2 700 km2 est en cours d'élaboration. La structure porteuse de l'élaboration et de la mise en œuvre est l'établissement public territorial de bassin de la Dordogne (EPIDOR). Il définit sur son territoire les objectifs généraux d’utilisation, de mise en valeur et de protection quantitative et qualitative des ressources en eau superficielle et souterraine, en respect des objectifs de qualité définis dans le troisième SDAGE  du Bassin Adour-Garonne qui couvre la période 2022-2027, approuvé le 10 mars 2022.
La qualité des eaux de baignade et des cours d’eau peut être consultée sur un site dédié géré par les agences de l’eau et l’Agence française pour la biodiversité.

### Climat
Pour des articles plus généraux, voir Climat de la Nouvelle-Aquitaine et Climat de la Dordogne.
Historiquement, la commune est exposée à un climat océanique aquitain.
En 2020, Météo-France publie une typologie des climats de la France métropolitaine dans laquelle la commune est exposée à un climat océanique et est dans la région climatique Aquitaine, Gascogne, caractérisée par une pluviométrie abondante au printemps, modérée en automne, un faible ensoleillement au printemps, un été chaud (19,5 °C), des vents faibles, des brouillards fréquents en automne et en hiver et des orages fréquents en été (15 à 20 jours).
Pour la période 1971-2000, la température annuelle moyenne est de 12,9 °C, avec  une amplitude thermique annuelle de 15,3 °C. Le cumul annuel moyen de précipitations est de 820 mm, avec 11,7 jours de précipitations en janvier et 6,8 jours en juillet. Pour la période 1991-2020, la température moyenne annuelle observée sur la station météorologique la plus proche, située sur la commune de Bergerac à 9 km à vol d'oiseau, est de 13,2 °C et le cumul annuel moyen de précipitations est de 792,9 mm,. Pour l'avenir, les paramètres climatiques de la commune estimés pour 2050 selon différents scénarios d’émission de gaz à effet de serre sont consultables sur un site dédié publié par Météo-France en novembre 2022.

### Milieux naturels et biodiversité

#### Natura 2000
La Dordogne est un site du réseau Natura 2000 limité aux départements de la Dordogne et de la Gironde, et qui concerne les 104 communes riveraines de la Dordogne, dont La Force,. Seize espèces animales et une espèce végétale inscrites à l'annexe II de la directive 92/43/CEE de l'Union européenne y ont été répertoriées.

#### ZNIEFF
La Force fait partie des 102 communes concernées par la zone naturelle d'intérêt écologique, faunistique et floristique (ZNIEFF) de type II « La Dordogne »,, dans laquelle ont été répertoriées huit espèces animales déterminantes et cinquante-sept espèces végétales déterminantes, ainsi que quarante-trois autres espèces animales et trente-neuf autres espèces végétales.

## Urbanisme

### Typologie
Au 1er janvier 2024, La Force est catégorisée bourg rural, selon la nouvelle grille communale de densité à 7 niveaux définie par l'Insee en 2022.
Elle appartient à l'unité urbaine de Bergerac, une agglomération inter-départementale dont elle est une commune de la banlieue,. Par ailleurs la commune fait partie de l'aire d'attraction de Bergerac, dont elle est une commune de la couronne,. Cette aire, qui regroupe 73 communes, est catégorisée dans les aires de 50 000 à moins de 200 000 habitants,.

### Occupation des sols
L'occupation des sols de la commune, telle qu'elle ressort de la base de données européenne d’occupation biophysique des sols Corine Land Cover (CLC), est marquée par l'importance des territoires agricoles (39,7 % en 2018), en diminution par rapport à 1990 (55 %). La répartition détaillée en 2018 est la suivante : 
forêts (38,8 %), zones urbanisées (20,3 %), zones agricoles hétérogènes (18,4 %), prairies (10,7 %), terres arables (5,6 %), cultures permanentes (5 %), eaux continentales (1,2 %). L'évolution de l’occupation des sols de la commune et de ses infrastructures peut être observée sur les différentes représentations cartographiques du territoire : la carte de Cassini (XVIIIe siècle), la carte d'état-major (1820-1866) et les cartes ou photos aériennes de l'IGN pour la période actuelle (1950 à aujourd'hui).

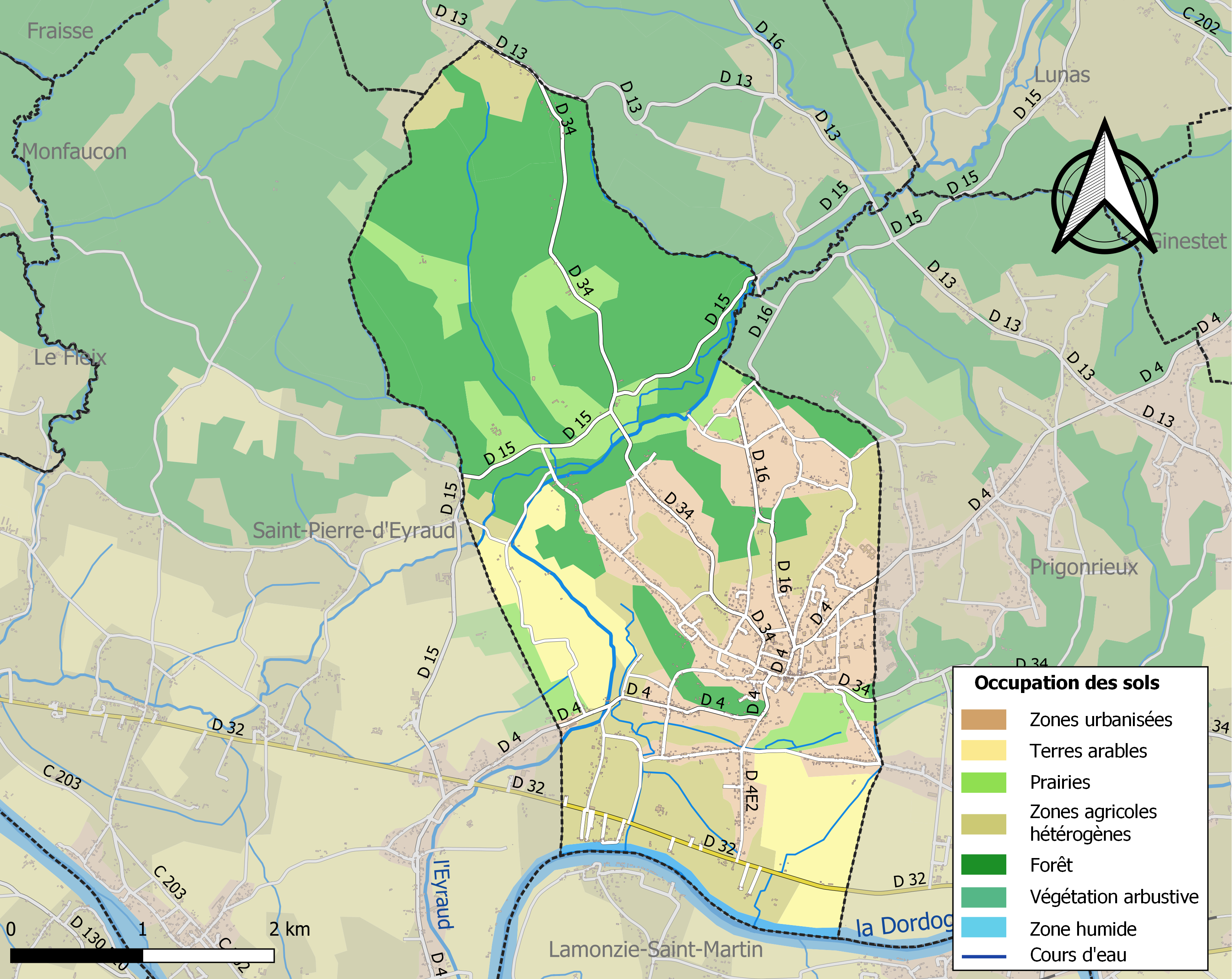
Carte des infrastructures et de l'occupation des sols de la commune en 2018 (CLC).

### Prévention des risques
Le territoire de la commune de La Force est vulnérable à différents aléas naturels : météorologiques (tempête, orage, neige, grand froid, canicule ou sécheresse), inondations, feux de forêts, mouvements de terrains et séisme (sismicité très faible). Il est également exposé à un risque technologique, la rupture d'un barrage. Un site publié par le BRGM permet d'évaluer simplement et rapidement les risques d'un bien localisé soit par son adresse soit par le numéro de sa parcelle.

#### Risques naturels
La commune fait partie du territoire à risques importants d'inondation (TRI) de Bergerac, regroupant les 22 communes (15 en Dordogne et 7 en Gironde) concernées par un risque de débordement de la Dordogne, un des 18 TRI qui ont été arrêtés fin 2012 sur le bassin Adour-Garonne. Les événements significatifs antérieurs à 2014 sont la crue de 1843 (4 100 m3/s à Bergerac, la crue de référence historique de période de retour au moins centennale), les crues de 1912, 1944 et 1952 (période de retour de 50 ans) et les crues de 1982 et 1994 (période de retour de 20 ans). Des cartes des surfaces inondables ont été établies pour trois scénarios : fréquent (crue de temps de retour de 10 ans à 30 ans), moyen (temps de retour de 100 ans à 300 ans) et extrême (temps de retour de l'ordre de 1 000 ans, qui met en défaut tout système de protection). La commune a été reconnue en état de catastrophe naturelle au titre des dommages causés par les inondations et coulées de boue survenues en 1982, 1993, 1996, 1999 et 2018,. Le risque inondation est pris en compte dans l'aménagement du territoire de la commune par le biais du plan de prévention des risques inondation (PPRI) de la « vallée de la Dordogne - Bergeracois », couvrant 5 communes et approuvé le 29 juin 2006, pour les crues de la Dordogne,.
La Force est exposée au risque de feu de forêt. L’arrêté préfectoral du 14 mars 2013 fixe les conditions de pratique des incinérations et de brûlage dans un objectif de réduire le risque de départs d’incendie. À ce titre, des périodes sont déterminées : interdiction totale du 15 février au 15 mai et du 15 juin au 15 octobre, utilisation réglementée du 16 mai au 14 juin et du 16 octobre au 14 février. En septembre 2020, un plan inter-départemental de protection des forêts contre les incendies (PidPFCI) a été adopté pour la période 2019-2029,.

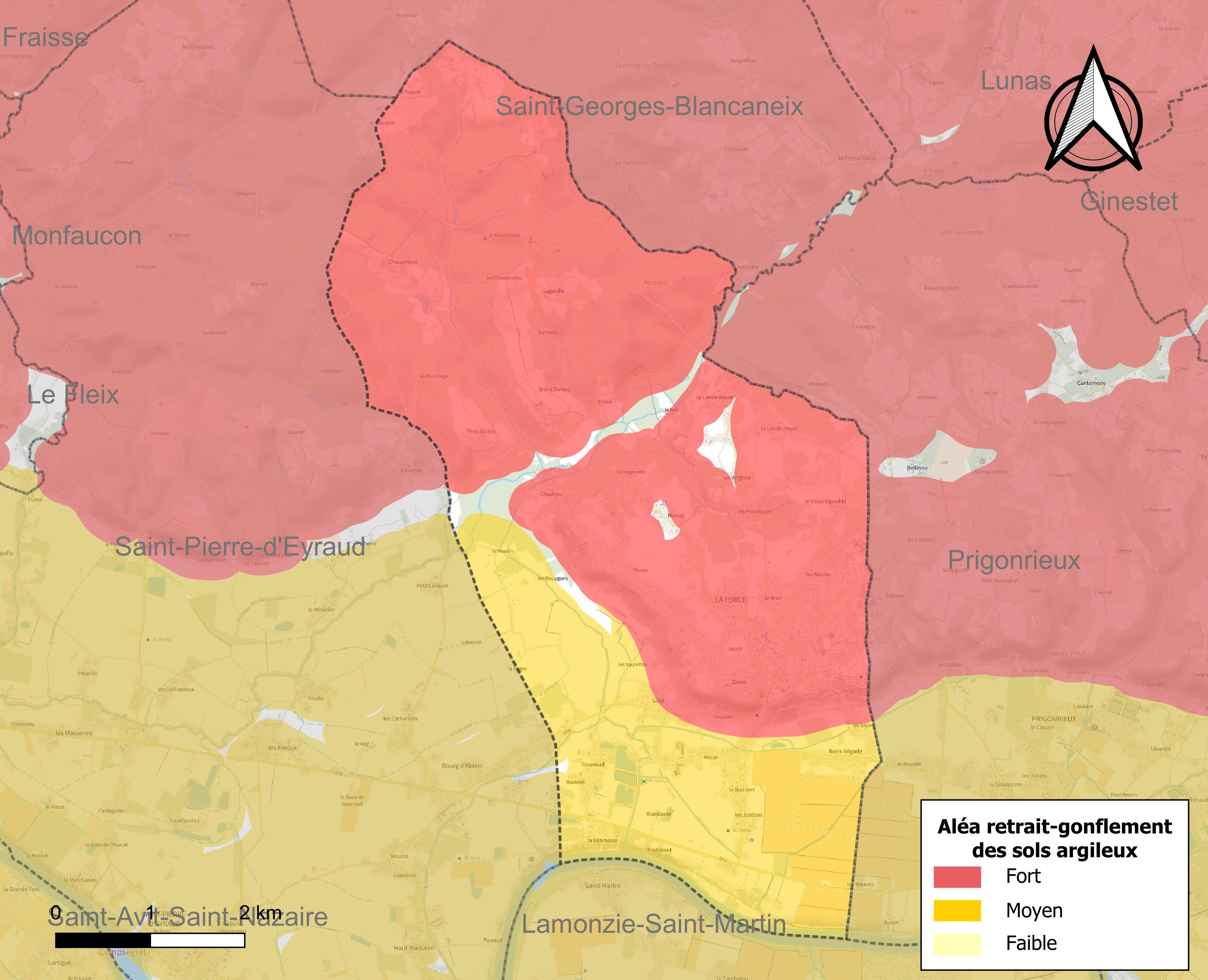
Carte des zones d'aléa retrait-gonflement des sols argileux de La Force.

Les mouvements de terrains susceptibles de se produire sur la commune sont des tassements différentiels. Le retrait-gonflement des sols argileux est susceptible d'engendrer des dommages importants aux bâtiments en cas d’alternance de périodes de sécheresse et de pluie. 96,8 % de la superficie communale est en aléa moyen ou fort (58,6 % au niveau départemental et 48,5 % au niveau national métropolitain). Depuis le 1er octobre 2020, en application de la loi ÉLAN, différentes contraintes s'imposent aux vendeurs, maîtres d'ouvrages ou constructeurs de biens situés dans une zone classée en aléa moyen ou fort,.
La commune a été reconnue en état de catastrophe naturelle au titre des dommages causés par la sécheresse en 1989, 1991, 1996, 2005 et 2011 et par des mouvements de terrain en 1999.

#### Risque technologique
La commune est en outre située en aval du barrage de Bort-les-Orgues, un ouvrage de classe A situé dans le département de la Corrèze et faisant l'objet d'un PPI depuis 2009. À ce titre elle est susceptible d’être touchée par l’onde de submersion consécutive à la rupture de cet ouvrage.

## Toponymie
En occitan, la commune porte le nom de La Fòrça.

## Histoire
Blason : « d'azur à trois léopards couronnés d'or »
La seigneurie de Laforce revient en 1554 à la Maison de Caumont, déjà en possession des fiefs de Caumont en Agenais et de Castelnaud en Périgord. Elle est érigée en marquisat en 1609 puis en duché en 1637. La Maison de Caumont conservera Laforce jusqu'à la Révolution et en porte encore le titre aujourd'hui.
Durant la période révolutionnaire, Lakanal fait abattre le château de Laforce, siège du duché.
En 1958, la commune de Laforce prend le nom de La Force.

### Liste des seigneurs, marquis et ducs de La Force depuis 1554
- 1554 à 1572 François de Caumont (1524-1572), seigneur de La Force. Tué lors du massacre de la Saint-Barthélemy.
- 1572 à 1652 Jacques Nompar Ier de Caumont (1558-1652), 1er marquis en 1609, 1er duc de La Force en 1637, maréchal de France, son fils
- 1652 à 1675 Armand Nompar Ier de Caumont (1580-1675), 2e duc de La Force, maréchal de France, son fils
- 1675 à 1678 Henri Nompar de Caumont (1582-1678), 3e duc de La Force, son frère
- 1678 à 1699 Jacques-Nompar II de Caumont (1632-1699), 4e duc de La Force, son petit-fils
- 1699 à 1726 Henri Jacques Ier de Caumont (1675-1726), 5e duc de La Force, académicien, son fils
- 1726 à 1764 Armand Nompar II de Caumont (1679-1764), 6e duc de La Force, son frère. À sa mort, le titre ducal s'éteint.
- 1764 à 1773 Bertrand Nompar de Caumont (1724-1773), marquis de La Force, son cousin
- 1773 à 1838 Louis-Joseph de Caumont (1768-1838), marquis puis 7e duc de La Force en 1784, son fils et arrière-petit-fils en ligne féminine du 6e duc. Le titre ducal est rétabli en sa faveur
- 1838 à 1854 François-Philibert de Caumont (1772-1854), 8e duc de La Force, son frère
- 1854 à 1857 Edmond Nompar de Caumont (1818-1857), 9e duc de La Force, son petit-fils
- 1857 à 1882 Auguste Nompar Ier de Caumont (1803-1882), 10e duc de La Force, son oncle
- 1882 à 1909 Olivier Nompar de Caumont (1839-1908), 11e duc de La Force, son fils
- 1909 à 1961 Auguste Nompar II de Caumont (1878-1961), 12e duc de La Force, académicien, son fils
- 1961 à 1985 Jacques Nompar III de Caumont (1912-1985), 13e duc de La Force, son fils
- depuis 1985 Henri-Jacques II de Caumont, né en 1944, 14e duc de La Force, son fils

### Les asiles de Laforce
En août 1844, le pasteur John Bost est appelé par les paroissiens du village de Laforce. Les habitants protestants ont refusé de suivre le pasteur désigné par le Consistoire de Bergerac, car pour eux, il n'était pas « évangélique ». Le ministère pastoral de John Bost est reconnu le 26 septembre 1844 à Orléans.
Le 24 mai 1848, grâce aux recommandations des professeurs de la faculté protestante de Montauban et aux souscriptions recueillies à Paris et à l'étranger, ce pasteur ouvre un orphelinat pour jeunes filles dénommé « La Famille évangélique ». Cette création sera suivie par sept autres pavillons généralement dénommés sous le terme d'« asiles » et qui se dénomment « Bethel », « Bethesda », « Eben-Hézer », « la Miséricorde », « le Repos », « la Retraite » et « Siloé »
En 1861, le compositeur Franz Liszt apprend alors qu'il est installé à Weimar que son ancien élève John Bost avait abandonné la musique pour devenir pasteur et consacrer sa vie à créer et à diriger des asiles de charité lance cette première phrase : « Eh bien, il a fait ce qu'il y a de mieux à faire », puis se reprend, en ajoutant : « Il a fait ce qu'il y a à faire. »

En 1877, dans un ouvrage publié pour présenter les divers établissements de son institution, le pasteur John Bost présente l'ensemble de cette œuvre qui préfigure l'action médico-sociale publique en ces termes : 
«  L'enfance abandonnée, les infirmes, les incurables, les aveugles, les sourds-muets, les idiots, les épileptiques, les veuves, les institutrices malades, l'humble servante infirme, usées par le travail, viennent vous raconter leurs souffrances, vous bénir pour tout le bien que déjà vous leur avez fait et se recommander à votre sympathie, votre charité — ne soyez pas sourd à leurs cris. Leur histoire se résume en un mot : souffrir et la vôtre en deux mots : soulager, consoler, n'est-ce pas ?  »

## Politique et administration

### Rattachements administratifs et électoraux
Dès 1790, la commune de La Force est rattachée au canton de la Force qui dépend du district de Bergerac jusqu'en 1795, date de suppression des districts. En 1801, le canton dépend de l'arrondissement de Bergerac.
Dans le cadre de la réforme de 2014 définie par le décret du 21 février 2014, ce canton disparaît aux élections départementales de mars 2015. La commune est alors rattachée au canton du Pays de la Force, dont le bureau centralisateur est localisé à Prigonrieux.

### Intercommunalité
Fin 2001, La Force intègre dès sa création la communauté de communes Dordogne-Eyraud-Lidoire dont elle est le siège. Celle-ci est dissoute au 31 décembre 2012 et remplacée au 1er janvier 2013 par la communauté d'agglomération bergeracoise. Celle-ci fusionne avec la communauté de communes des Coteaux de Sigoulès au 1er janvier 2017 pour former la nouvelle communauté d'agglomération bergeracoise.

### Administration municipale
La population de la commune étant comprise entre 2 500 et 3 499 habitants au recensement de 2017, vingt-trois conseillers municipaux ont été élus en 2020,.

### Liste des maires

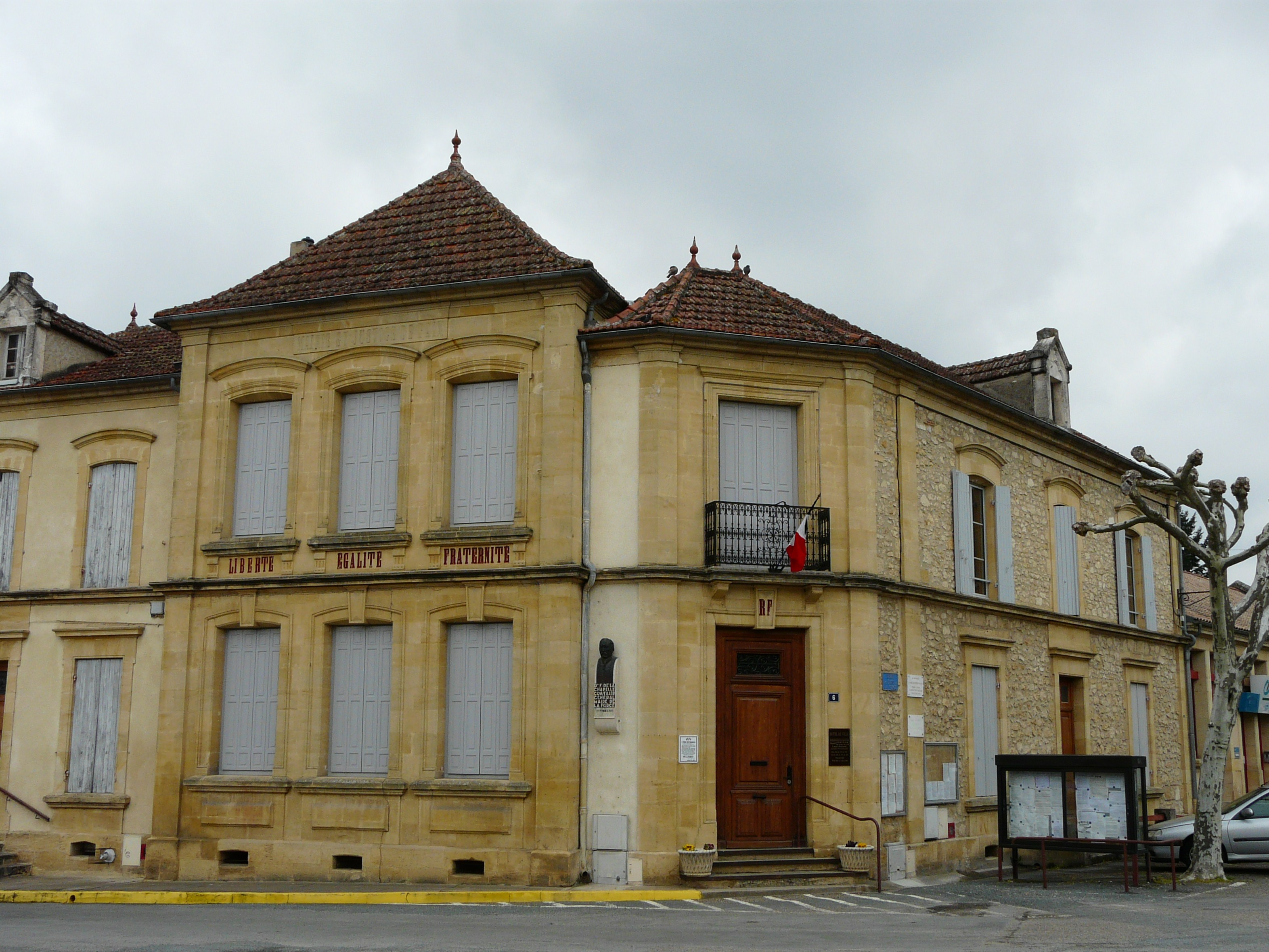
La mairie en 2012.

| Période                                  | Période   | Identité                           | Étiquette    | Qualité |
| ---------------------------------------- | --------- | ---------------------------------- | ------------ | --- |
| Les données manquantes sont à compléter. |           |                                    |              | |
|                                          |           |                                    |              | |
| 1830                                     | 1838      | Étienne Gast                       |              | Chirurgien |
|                                          |           |                                    |              | |
| 1884                                     | 1925      | Clément Clament                    | Rad. puis RG | Médecin Député de la Dordogne (1890 → 1924) Conseiller général de La Force (1885 → 1910) Conseiller d'arrondissement (1884 → 1885)                                       |
| ca. 1935                                 |           | Fernand de la Chapelle (1868-1935) |              | Médecin Député de la Dordogne (1890 → 1924) Conseiller général de La Force (1910 → 1935)                                                                                 |
|                                          |           |                                    |              | |
| 1944                                     | mars 1977 | Jean Miquel                        | SE           | Jardinier |
| mars 1977                                | mars 1983 | Jean-Jacques Révillé               | SE           | Médecin généraliste |
| mars 1983                                | mars 2001 | Jean-Paul Chaume                   | DVD          | Professeur de collège |
| mars 2001                                | mai 2020  | Armand Zaccaron                    | PCF          | Instituteur retraité Vice-président de la communauté de communes Conseiller général de La Force (2004 → 2015) Conseiller départemental du Pays de la Force (2015 → 2021) |
| mai 2020                                 | En cours  | Serge Pradier                      |              | Professeur des écoles |

## Équipements et services publics

### Poste et télécommunications
En novembre 2023, le bureau de poste de La Force est remplacé par une agence postale communale, dans les mêmes locaux.

### Justice
Dans le domaine judiciaire, La Force relève : 
- du tribunal judiciaire, du tribunal pour enfants, du conseil de prud'hommes et du tribunal de commerce de Bergerac ;
- du pôle Nationalité du tribunal judiciaire de Périgueux (compétent uniquement dans le domaine de la nationalité) ;
- de la cour d'appel, du tribunal administratif et de la cour administrative d'appel de Bordeaux.

## Population et société

### Démographie
L'évolution du nombre d'habitants est connue à travers les recensements de la population effectués dans la commune depuis 1793. Pour les communes de moins de 10 000 habitants, une enquête de recensement portant sur toute la population est réalisée tous les cinq ans, les populations de référence des années intermédiaires étant quant à elles estimées par interpolation ou extrapolation. Pour la commune, le premier recensement exhaustif entrant dans le cadre du nouveau dispositif a été réalisé en 2005.

En 2022, la commune comptait 2 687 habitants, en évolution de +1,66 % par rapport à 2016 (Dordogne : +0,37 %, France hors Mayotte : +2,11 %).
| 1793 | 1800 | 1806 | 1821 | 1831 | 1836 | 1841 | 1846 | 1851 |
| ---- | ---- | ---- | ---- | ---- | ---- | ---- | ---- | ---- |
| 695  | 768  | 836  | 944  | 957  | 891  | 893  | 765  | 812  |

| 1856 | 1861 | 1866 | 1872 | 1876  | 1881  | 1886  | 1891  | 1896  |
| ---- | ---- | ---- | ---- | ----- | ----- | ----- | ----- | ----- |
| 910  | 897  | 894  | 902  | 1 161 | 1 241 | 1 228 | 1 248 | 1 162 |

| 1901  | 1906  | 1911  | 1921  | 1926  | 1931  | 1936  | 1946  | 1954  |
| ----- | ----- | ----- | ----- | ----- | ----- | ----- | ----- | ----- |
| 1 222 | 1 295 | 1 206 | 1 026 | 1 060 | 1 068 | 1 188 | 1 240 | 1 396 |

| 1962  | 1968  | 1975  | 1982  | 1990  | 1999  | 2005  | 2006  | 2010  |
| ----- | ----- | ----- | ----- | ----- | ----- | ----- | ----- | ----- |
| 1 573 | 1 803 | 1 846 | 2 101 | 2 261 | 2 336 | 2 491 | 2 465 | 2 520 |

| 2015  | 2020  | 2022  | - | - | - | - | - | - |
| ----- | ----- | ----- | - | - | - | - | - | - |
| 2 603 | 2 641 | 2 687 | - | - | - | - | - | - |

### Sports
Club de softball/baseball « Les Alouettes » qui organise chaque année le tournoi annuel de softball mixte à La Force (32e édition en 2024).

### Manifestations culturelles et festivités
- Omelette à l'aillet (le 1er mai)
- Fête nationale (samedi précédent le 14 juillet)
- Fête de la citrouille (1er dimanche d'octobre)
- Fête de la fondation John Bost le premier week-end de juin[72].
- Marché de Noël

## Économie

### Emploi
L'emploi est analysé ci-dessous selon qu'il affecte les habitants de La Force ou qu'il est proposé sur le territoire de la commune.

#### L'emploi des habitants
En 2018, parmi la population communale comprise entre 15 et 64 ans, les actifs représentent 1 129 personnes, soit 42,4 % de la population municipale. Le nombre de chômeurs (116) a fortement diminué par rapport à 2013 (168) et le taux de chômage de cette population active s'établit à 10,3 %.

#### L'emploi sur la commune
En 2018, la commune offre 1 393 emplois pour une population de 2 665 habitants. Le secteur administratif (administration publique, enseignement, santé, action sociale) est ultra-majoritaire avec 75,7 % des emplois.
Répartition des emplois par domaines d'activité
|                     | Agriculture, sylviculture ou pêche | Industrie | Construction | Commerce, transports et services | Administration publique, enseignement, santé, action sociale |
| ------------------- | ---------------------------------- | --------- | ------------ | -------------------------------- | ------------------------------------------------------------ |
| Nombre d'emplois    | 20                                 | 109       | 67           | 143                              | 1 055                                                        |
| Pourcentage         | 1,4 %                              | 7,8 %     | 4,8 %        | 10,3 %                           | 75,7 %                                                       |
| Source des données. |                                    |           |              |                                  |                                                              |

### Établissements
Fin 2018, la commune compte 48 établissements actifs employeurs, dont vingt-cinq au niveau des commerces, transports ou services, quinze relatifs au secteur administratif, à l'enseignement, à la santé ou à l'action sociale, six dans la construction, et deux dans l'industrie.

## Culture locale et patrimoine

### Lieux et monuments
- Château de La Force, classé au titre des monuments historiques en 1932[77]
- Fondation John Bost
- Temple protestant de la fondation John Bost
- Temple protestant de La Force, un des rares temples construits avant la révocation de l'édit de Nantes
- Église Saint-Victor, de style néogothique

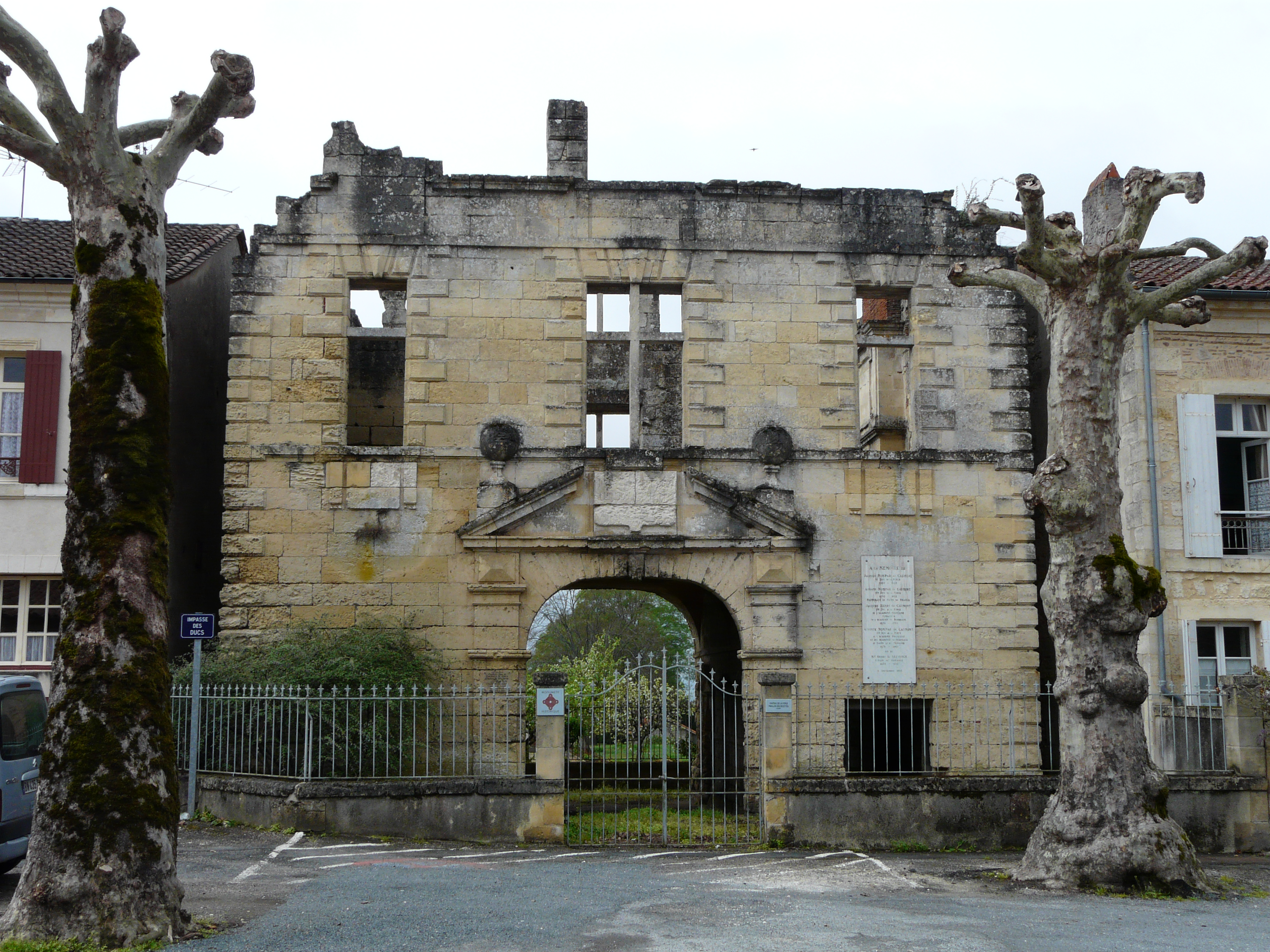
Les vestiges du château de La Force.
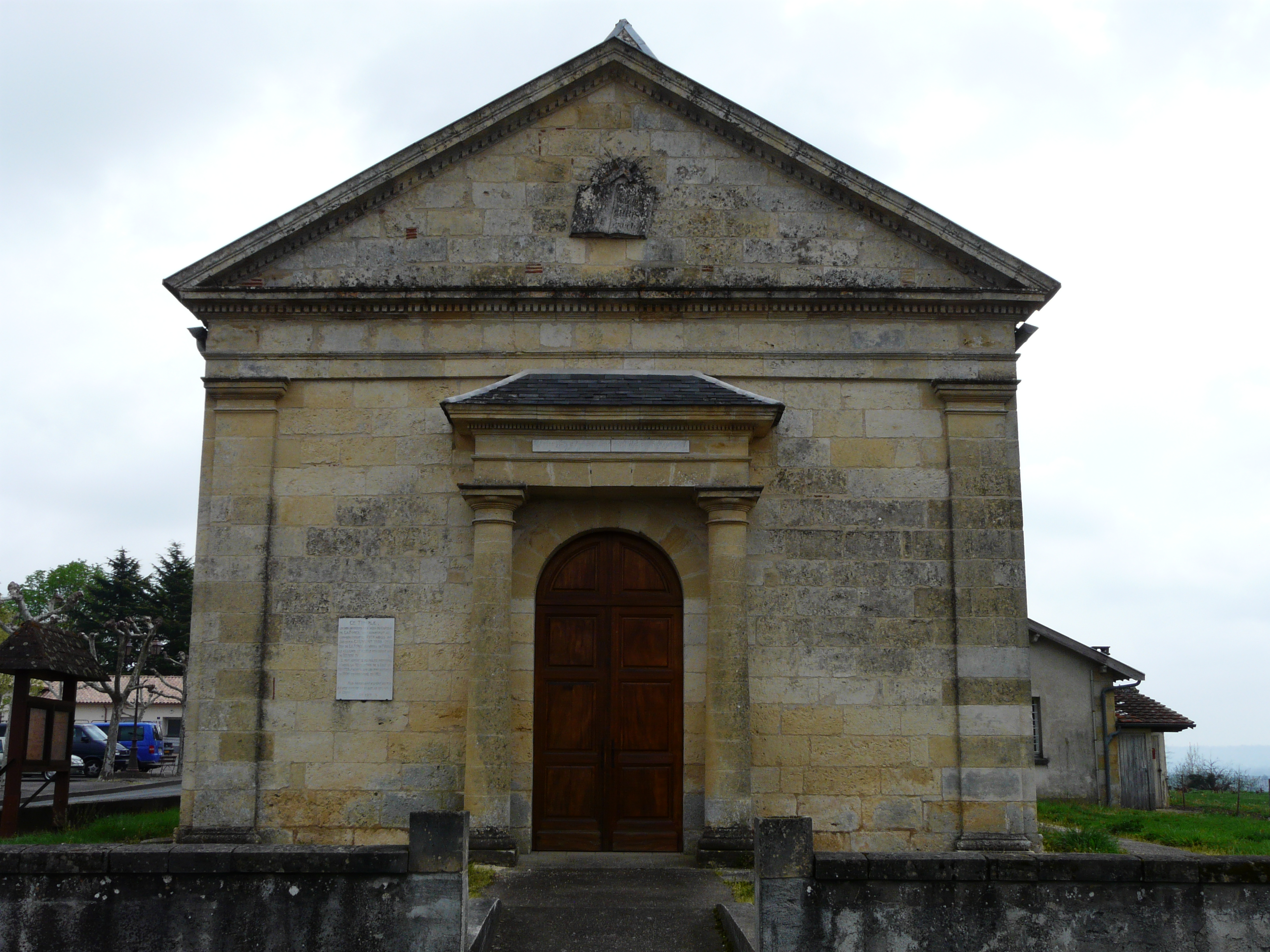
Le temple protestant de La Force.
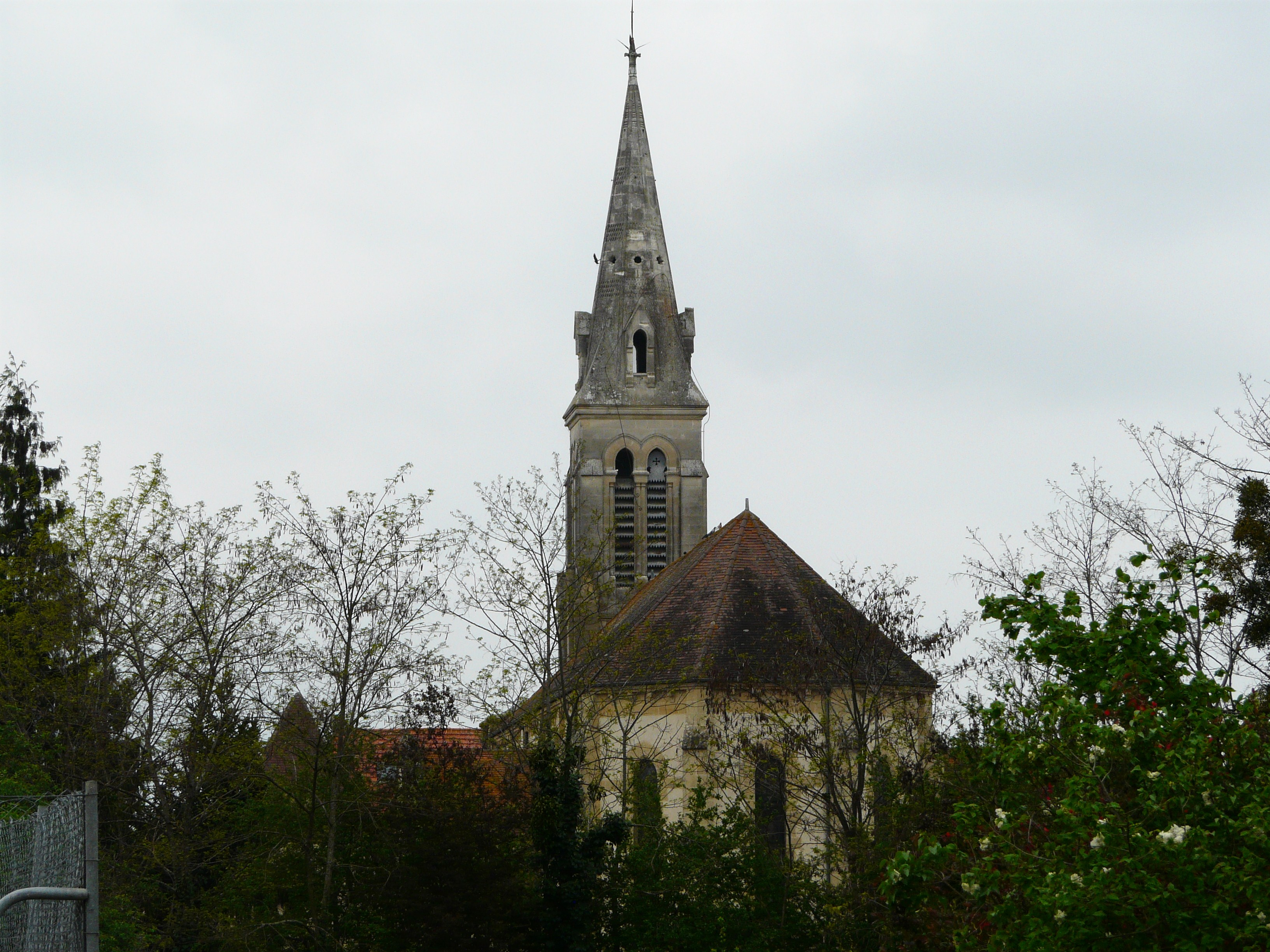
L'église Saint-Victor.

### Patrimoine culturel
- Foyer Socio-culturel.
- Place des monuments aux morts.

### Activités culturelles
Un concert organisé à l'occasion du centenaire de l'armistice de 1918 par l'association Paroles et musiques dans le temple protestant John Bost a permis d'aborder un aspect de la vie des poilus lors de la Grande Guerre. Pierre Hamel, premier violon à l'Orchestre Colonne de Paris a joué d'un instrument peu commun : un violon en métal utilisé par les soldats dans les tranchées pour se distraire. Fabriqué par un maître-luthier de Mirecourt avec des bidons de margarine et des plaques de métal assemblées et soudées, le violon possède un système de chevilles qui fait qu'il peut être accordé et qu'on peut en jouer, même  s'il est plus lourd et si le son est un peu métallique. C'est un instrument dont il n'existe que cinq ou six exemplaires connus.

### Personnalités liées à la commune
- Jacques Nompar de Caumont (v.1558-1652), 1er duc de La Force, maréchal de France
- Armand Nompar de Caumont (1582-1672), 2e duc de La Force, maréchal de France
- Henri Jacques Nompar de Caumont (1675-1726), 5e duc de La Force, homme politique, membre de l'Académie française
- Henri François-Xavier de Belsunce-Castelmoron (1671-1755) né au château de La Force, évêque de Marseille
- Ami Bost (1790-1874), pasteur protestant, décédé à La Force
- John Bost (1817-1881), pasteur protestant, fondateur des Asiles de La Force (1848), fils d'Ami Bost
- Michel Manet (1924-2010), homme politique, est né à La Force[79].

### Héraldique
Pour un article plus général, voir Armorial des communes de la Dordogne.
| Blason de La Force (Dordogne) | Blason  | D'azur à trois léopards couronnés d'or l’un sur l’autre. |
| Blason de La Force (Dordogne) | Détails | Le statut officiel du blason reste à déterminer.         |

## Pour approfondir